# Federal Signal
Federal Signal – światowa korporacja produkująca urządzenia sygnalizacji akustycznej i optycznej – syreny i trąby alarmowe, sygnalizację pożarową i ostrzegawczą.

## Historia
Federal Signal było ufundowane przez spółkę Federal Electric w 1901 roku przez braci Johna i Jamesa Gilchrista and wspólnika Johna Goehsta. Produkowano znaki oświetlane żarówkami. W 1915, rozpoczęto produkcję i sprzedaż syren mechanicznych o napędzie elektrycznym (takie jak syrena model Q i syrena model 66).
Przez ten czas Federal Signal przejęte zostało przez Commonwealth Edison, później stało częścią imperium gospodarczego Samuela Insulla.
W latach 50. rozpoczęto produkcję syren pożarowych i przeciwnalotowych, między innymi syreny Thunderbolt, czy modelu 5, zwykle używanych dla ostrzeżenia w trakcie nalotów lub opadów w trakcie zimnej wojny. Długoletni inżynier Earl Gosswiller opatentował produkty typu Beacon-Ray and TwinSonic, które stały się standardem dla lamp sygnalizacyjno-ostrzegawczych pojazdów uprzywilejowanych i ratunkowych.
W 1956, firma stała się korporacją, zmieniając nazwę na „Federal Sign and Signal Corporation”. Przez ten czas, produkowała zewnętrzne syreny ostrzegawcze, syreny policyjne, sygnalizację pożarową, i oświetlenie zewnętrzne.

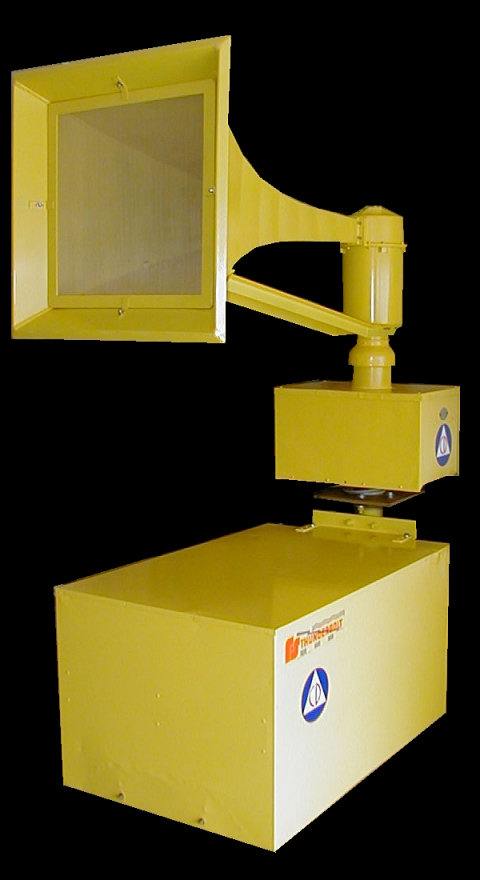
Syrena ostrzegawcza typu Thunderbolt.

Od 1961, Federal Sign and Signal stała się publiczną spółką, handlującą na rynku NASDAQ. W 1976, firma stała się „Federal Signal Corporation”. Od 1990, firma zaczęła wycofywać wiele jej starszych syren ostrzegawczych użytku zewnętrznego (np. Thunderbolt, SD-10, Model 5 & 7, itp.) i skupiła się na projektowaniu i produkowaniu nowszych produktów. W 1988 roku, wypuściła na rynek nowy produkt: serię syren ostrzegawczych Federal Signal 2001. Syrena pracuje ze źródłem prądu stałego, takim jak przetwornice, ogniwa słoneczne, oraz akumulatory 48-woltowe. W obecnych czasach firma produkuje zasilaną z baterii syrenę mechaniczną 2001-130, której głośność oceniana jest na 130 decybeli w odległości 30 m (100 stóp).
22 lutego 2000 roku korporacja Federal Signal ogłosiło podpisanie ostatecznej zgody na nabycie firmy P.C.S..
27 czerwca 2005, korporacja Federal Signal ogłosiła podpisanie umowę joint venture dla ustabilizowania chińskiej firmy, Federal Signal (Szanghaj) Environmental & Sanitary Vehicle Company Limited, położonej pod Szanghajem w Chinach.

## Przykładowe produkty

### Starsze zewnętrzne systemy ostrzegawcze
- syrena alarmowa Federal „Lion”
- syrena FedelCodes - 2-7,5 KM
- seria syren Federal Thunderbolt
- syrena Federal Vertical - 2-7,5 KM
- seria syren Federal „T”, łącznie z: STH-10, STL-10, 2T22 i 3T22
- seria Federal 500
- seria Federal EOWS „SiraTone"

### Dzisiejsze zewnętrzne systemy ostrzegawcze
- seria Federal 2001
- Federal Modulator
- Federal DSA
- Federal Eclipse NH/8
- Federal Model 2